# Линь Исюн
Линь Исю́н (кит. трад. 林義雄, упр. 林义雄, пиньинь Lín Yìxióng; хокло Lîm Gī-hiông; род. 24 августа 1941) — тайваньский политик.

## Биография
Линь Исюн по образованию юрист. В 1977 году он был избран депутатом парламента Тайваня.
В 1979 году принимал активное участие в антиправительственных выступлениях, известных как Гаосюнский инцидент, был арестован и провел 5 лет в тюрьме. В 1980 году неизвестные напали на дом семьи Линь Исюна, убили его мать и двух 7-летних дочерей, третья дочь была тяжело ранена.
С 18 июля 1998 по 20 апреля 2000 Линь Исюн занимал должность председателя Демократической прогрессивной партии, выступающей за независимый статус Тайваня. В 2000 году он вступил в конфликт с избранным президентом страны от ДПП Чэнь Шуйбянем и оставил свой пост в партии.